# Henry Marshall Tory
Henry Marshall Tory (11 de janeiro de 1864 - 6 de fevereiro de 1947) foi o primeiro presidente da Universidade de Alberta (1908 a 1928), o primeiro presidente da Universidade Khaki, o primeiro presidente do National Research Council of Canada (1928 a 1935) e o primeiro presidente da Universidade Carleton (1942–1947).